# Jiménez (municipalité, Tamaulipas)
Pour les articles homonymes, voir Jiménez.
La municipalité de Jiménez est l'une des 43 municipalités de l'État de Tamaulipas, et est située dans la partie centrale de cet État. Située à l'ouest du golfe du Mexique, elle se trouve encadrée par les piémonts de deux massifs montagneux, la Sierra de Tamaulipas au sud, et la Sierra San Carlos au nord. Elle appartient au bassin versant du fleuve Río Soto La Marina. Son chef-lieu est la ville de Santander Jiménez, ancienne capitale de la province de Nouvelle-Santander. Elle dépend de la région Centro, qui est une des 6 subdivisions administratives de l'État de Tamaulipas.

## Géographie
La municipalité de Jiménez est essentiellement caractérisée par un paysage de plaines, en retrait du golfe du Mexique, confine au nord-ouest sur les piémonts du massif montagneux de la Sierra San Carlos, et au sud sur les piémonts du massif de la Sierra de Tamaulipas. Son altitude oscille entre 50 et 600 mètres. Elle est essentiellement traversée par des cours d'eau appartenant au bassin versant du fleuve Río Soto La Marina, et au nord par certains cours d'eau appartenant au bassin versant du fleuve Río San Fernando. Son chef-lieu, la ville de Santander Jiménez, se trouve dans la partie centrale de son territoire, à une altitude de 200 mètres. Son territoire couvre une superficie de 1 714,9 km2, et était peuplé en 2020 de 6 375 habitants.
Cette municipalité fait partie de la région Centro, qui est une des 6 subdivisions administratives de l'État de Tamaulipas, et regroupe les municipalités d'Abasolo, Güemez, Hidalgo, Jiménez, Llera, Mainero, Padilla, San Carlos, San Nicolás, Soto la Marina, Victoria, Casas et Villagrán.
Elle est limitrophe au nord des municipalités de Cruillas et de San Nicolás, à l'ouest de celles de San Carlos et de Padilla, au sud de celle de Casas, et à l'est de celle d'Abasolo.

## Composition et démographie
La municipalité était composée en 2010 de 171 localités.
| Localité              | Population |
| --------------------- | ---------- |
| Santander Jiménez     | 5 384      |
| Allende               | 863        |
| La Libertad Campesina | 284        |
| La Fe del Golfo       | 185        |

En plus de l'espagnol, plusieurs langues amérindiennes sont parlées dans la municipalité, dont les principales sont par ordre d'importance : le nahuatl.

## Histoire
Lorsque José de Escandón, le fondateur et colonisateur de la nouvelle province de Nouvelle-Santander, fonde la ville de Santander le 17 février 1749, il a déjà pour dessein d'en faire la capitale de la nouvelle province, en mettant à profit sa position centrale. Les colons, sous la direction du capitaine José Sánchez de Dovalina, provenaient de Monterrey et de Linares. En 1756, José de Escandón demanda au vice-roi de Nouvelle-Espagne d'y faire construire sa maison.
En 1769, le gouverneur de la province de Nouvelle-Santander, Vicente González de Santa Inés, décide déplacer la capitale de la province dans la ville de San Carlos, fondée trois auparavant, et située plus au nord-est, dans une zone minière en pleine croissance,.
En 1827, le nom de la municipalité change pour celui de Jiménez, en mémoire du colonel Juan Nepomuceno Jiménez, abattu dans cette ville par les forces royalistes de Joaquín de Arredondo (es), lors de la Guerre d'indépendance du Mexique. Le chef-lieu de la municipalité change également de nom, de Santander, devenant Santander Jiménez.